# (21409) Forbes
(21409) Forbes (1998 FC65) – planetoida z pasa głównego asteroid okrążająca Słońce w ciągu 3,44 lat w średniej odległości 2,28 j.a. Odkryta 20 marca 1998 roku.